# Norsk kulturråds ærespris

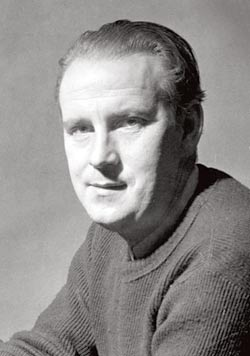
Alf Prøysen, fick priset 1970

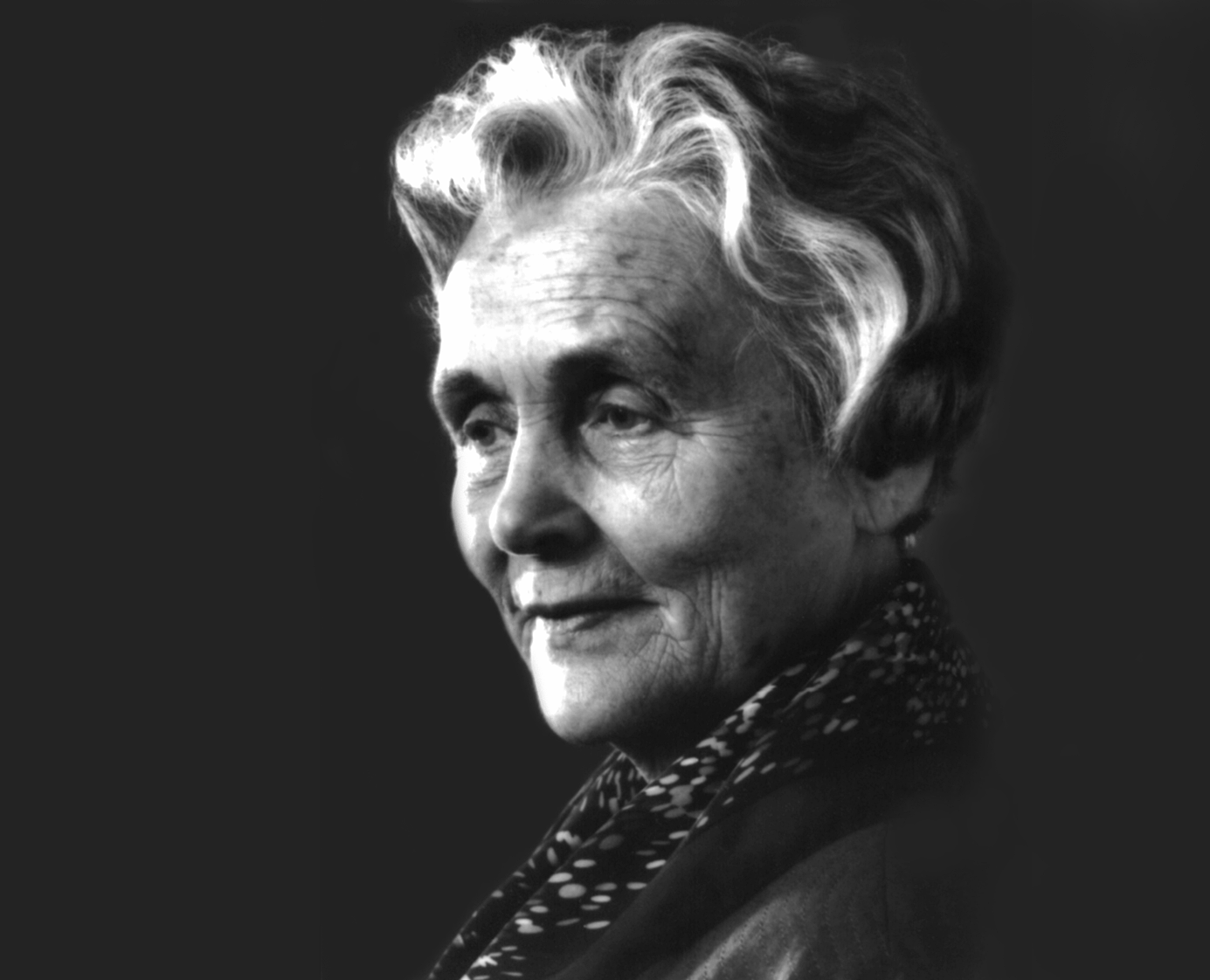
Halldis Moren Vesaas, fick priset 1982

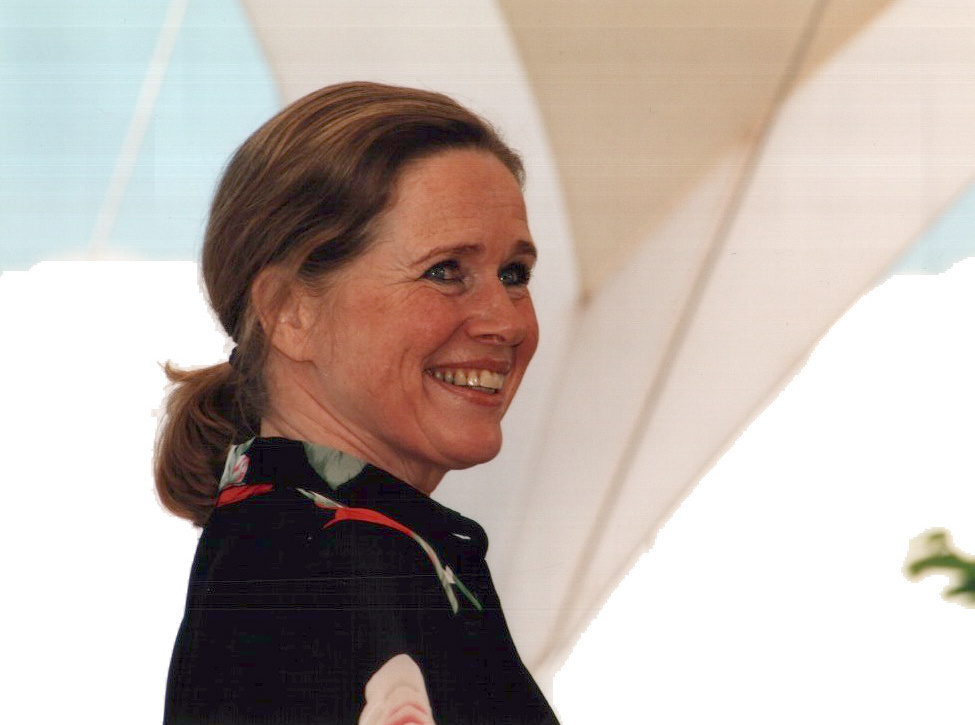
Liv Ullmann, fick priset 1997

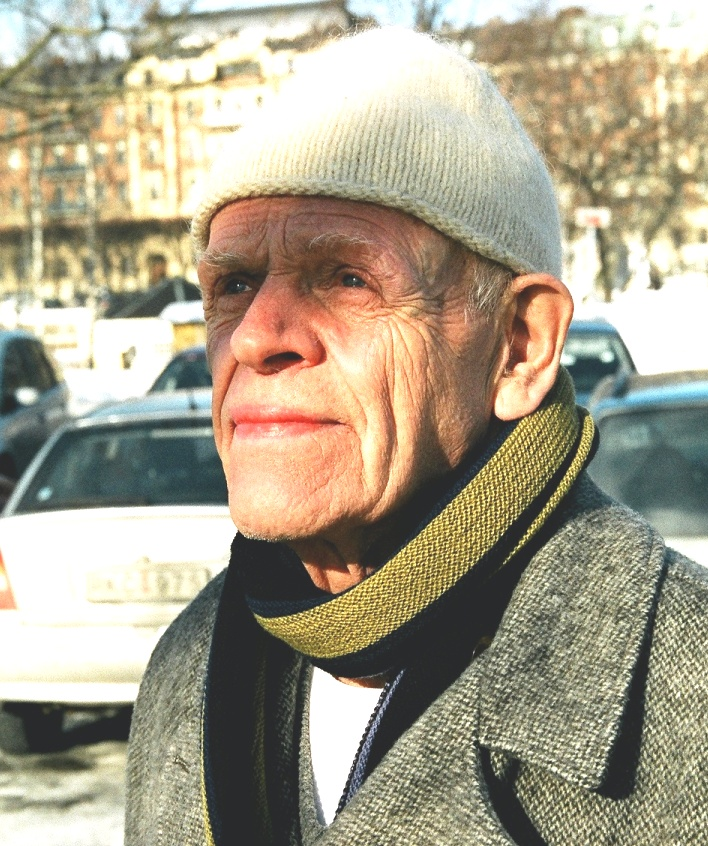
Kjartan Slettemark, fick priset 2001

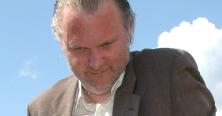
Jon Fosse, fick priset 2003

Norsk kulturråds ærespris utdelas årligen av Norsk kulturråd till en person som har "gjort en innsats av vesentlig betydning for norsk kunst- og kulturliv". Pristagare utses, utan någon föregående nominering, av rådsmedlemmar (styret) innanför stängda dörrar. Traditionellt ges heller ingen förklaring till valet av vinnare.
Priset består av en summa pengar (600 000 norska kronor 2014). I samband med Norsk kulturråds 30-årsjubileum i december 1994 etablerades även en statyett, ett bronslöv formgett av bildhuggaren Elena Engelsen.

## Pristagare[1]
- 1968 – Fritz von der Lippe, första chefen för Riksteatret
- 1969 – Hans Peter L’Orange, professor i klassisk arkeologi
- 1970 – Alf Prøysen, författare och artist
- 1971 – Alf Rolfsen, målare
- 1972 – Klaus Egge, kompositör
- 1973 – Hans Heiberg, författare, ledare för Den norske forfatterforening och chef för NRK Radioteatret
- 1974 – Hans J. Henriksen, förkämpe för det samiska språket
- 1975 – Ingeborg Refling Hagen, författare och kulturarbetare i Suttung-bevegelsen
- 1976 – Sigbjørn Bernhoft Osa, utövare och förmedlare av folkmusik
- 1977 – Ella Hval, skådespelare och organisationsledare
- 1978 – Olav Dalgard, filmregissör och kritiker
- 1979 – Harald Sæverud, kompositör
- 1980 – Sonja Hagemann, historiker i barnlitteratur
- 1981 – Erling Stordahl pionjär inom handikappidrotten
- 1982 – Halldis Moren Vesaas, författare och kulturarbetare
- 1983 – Sigmund Skard, professor och huvudman för nynorskt organisationsarbete
- 1984 – Helge Sivertsen, fhv kyrko- och undervisningsminister
- 1985 – Lars Brandstrup, gallerigrundare
- 1986 – Helge Ingstad, författare, polarhistoriker, äventyrare
- 1987 – Nils Johan Rud, författare, mentor, redaktör för Arbeidermagasinet
- 1988 – Arne Skouen, filmregissör
- 1989 – Espen Skjønberg, skådespelare
- 1990 – Arne Nordheim, kompositör
- 1991 – Synnøve Anker Aurdal, textilkonstnär
- 1992 – Iver Jåks, bildkonstnär
- 1993 – Erik Bye, journalist, författare och artist
- 1994 – Anne-Cath. Vestly, barnboksförfattare
- 1995 – Ole Henrik Moe, galleridirektör, pianist
- 1996 – Arve Tellefsen, violinist
- 1997 – Liv Ullmann, skådespelare, regissör
- 1998 – Sverre Fehn, arkitekt
- 1999 – Finn Carling, författare
- 2000 – Anne Brown, sångare
- 2001 – Kjartan Slettemark, bildkonstnär
- 2002 – Edith Roger, regissör
- 2003 – Jon Fosse, dramatiker
- 2004 – Jan Garbarek, jazzsaxofonist, kompositör
- 2005 – Agnes Buen Garnås, folkmusiker
- 2006 – Bruno Oldani, grafisk designer
- 2007 – Jon Eikemo, skådespelare
- 2008 – Solveig Kringlebotn, sångare
- 2009 – Mari Boine, sångare
- 2010 – Tor Åge Bringsværd, författare
- 2011 – Inger Sitter, bildkonstnär
- 2012 – Soon-Mi Chung och Stephan Barratt-Due, musiker och musikpedagoger
- 2013 – Anne Borg, dansare, balettchef
- 2014 – Jan Erik Vold, lyriker, översättare och litteraturskribent
- 2015 - Skulpturlandskap Nordland, en samling av samtidsskulpturer
- 2016 - Forsvarets musikk, norska försvarets musikavdelning
- 2017 - Miloud Guiderk, impresario[2]
- 2018 - Synnøve Persen, poet och bildkonstnär[3]
- 2019 - Therese Bjørneboe, författare[4]
- 2020 - Cliff Moustachedramatiker, regissör och konstnärlig ledare vid Nordic Black Theatre[5]
- 2021 - Karin Krog, jazzsångare[6]
- 2022 - sørsamiske språkarbeidere vid Saemien Sijte[7]